# Cade
A l'antiguitat clàssica, un cade (grec antic: κάδος; llatí: cadus) era un gran recipient fet normalment de terrissa que s'utilitzava principalment per guardar i transportar el vi, igual que l'àmfora, però especialment per portar-lo en naus per mar.
La seva part inferior era oval, i no punxeguda, a diferència de les àmfores, que eren punxegudes. Pel seu transport s'acostumava a tancar amb una tapa o amb suro. La seva forma s'assemblava més aviat a una hídria, una gerra per portar aigua. A més de vi, el cade també servia per transportar altres productes, com ara mel, figues, fesols i peix salat, segons Plini el Vell i Marcial. De vegades s'usava per cultivar plantes. Segons Juli Pòl·lux, en els primers temps, a l'Àtica l'àmfora s'anomenava cade.
També s'anomenava cade el cubell que servia per treure aigua del pou, i era també el nom d'una espècie d'urna on es dipositava el vot en els judicis, malgrat que, en general, per aquesta funció es feia servir el diminutiu καδίσκος (kadiskos), tal com usa Aristòfanes.